# Naufragio de la torpedera de mar Rosales
El naufragio de la torpedera de mar Rosales, que tuvo lugar en 1892 en las costas del Uruguay, fue una tragedia marítima en la que sobrevivieron la mayor parte de los oficiales, pereciendo la mayoría de los tripulantes. Representó uno de los más polémicos incidentes en que se vio envuelta la Armada Argentina en el siglo XIX.

## Historia

### LaRosales

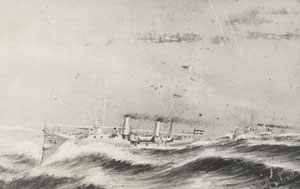
Torpedera de alta mar ARA Rosales

La torpedera de mar Rosales, contratada a la compañía Laird Brothers en 45000 libras, fue construida junto a su gemela Espora en los astilleros Cammell Laird de Birkenhead, Inglaterra, botada el 7 de mayo de 1890 y conducida al país por Leopoldo Funes en febrero de 1891 arribando a la ciudad de Buenos Aires el 4 de abril de ese año.
Tenía 64 m de eslora, 7,62 m de manga, 4,96 m de puntal, un calado medio de 2,79 m y desplazaba 520 t. Estaba armada con dos cañones Nordenfeldt de tiro rápido de 75 mm, uno de 61 mm, dos de 47 mm, 2 ametralladoras Nordenfeldt y 5 tubos lanzatorpedos. Dos máquinas de triple expansión Brotherhood de 3.535 HP alimentadas por 4 calderas tipo locomotora Whitehead impulsaban 2 hélices de bronce de 3 palas y le permitían alcanzar una velocidad de crucero de 10 nudos y una máxima de 19,5. Con una capacidad de 130 t de carbón tenía una autonomía de 3.322 millas. Su tripulación nominal era de 74 hombres. Su casco era de acero Siemens.
Durante ese año la Rosales se ejercitó en aguas del Río de la Plata integrando la Escuadrilla de Torpederos. En noviembre fue enviada a proteger los intereses y vidas de los ciudadanos argentinos ante una revolución en el estado brasileño de Río Grande do Sul. Al salir de la Dársena Sur del puerto de la ciudad de Buenos Aires, tuvo una colisión con el mercante inglés Spencer que produjo averías en el casco, pese a lo que continuó con su misión regresando el 2 de febrero de 1892 e integrándose a la Escuadra en Evoluciones sin pasar a dique.
A fines de junio de 1892 zarpó rumbo a la ciudad de Rosario y al llegar recibió la orden de regresar para sumarse a la división naval, que al mando del almirante Daniel de Solier e integrada por el Almirante Brown y el crucero 25 de Mayo, representaría a la Argentina, Brasil y Chile en los festejos del 400 aniversario del descubrimiento de América.
Las condiciones climáticas en el Río de la Plata habían sido en extremo severas desde el inicio del invierno y se habían producido ya varios naufragios por lo que cabía esperar mal tiempo en la salida de la división naval. Tras un rápido alistamiento y una revista encabezada por el presidente Carlos Pellegrini, en la mañana del 7 de julio partió la división con cielo despejado aunque fuertes vientos.
Secundaba al capitán de fragata Leopoldo Funes el teniente de navío Jorge Victorica. La plana mayor del Rosales estaba también compuesta por los alférez de fragata Jorge Goulú, Florencio Donovan, Carlos González, Pablo Tejera y Miguel Giralt y los guardiamarinas León Gaudín y N. Gayer. También viajaban a Europa como agregados el teniente de fragata Pedro Mohorade y el alférez de navío Julián Irizar, quienes debían incorporarse al cuerpo de oficiales del acorazado de río Libertad, que se construía en Inglaterra. Completaban la oficialidad el comisario Juan Solernó, el farmacéutico Tomás Salguero, el primer maquinista Manuel C. Picasso, y los maquinistas Martín Barbará, Pedro B. Álvarez y Luis Silvany.

### La versión oficial

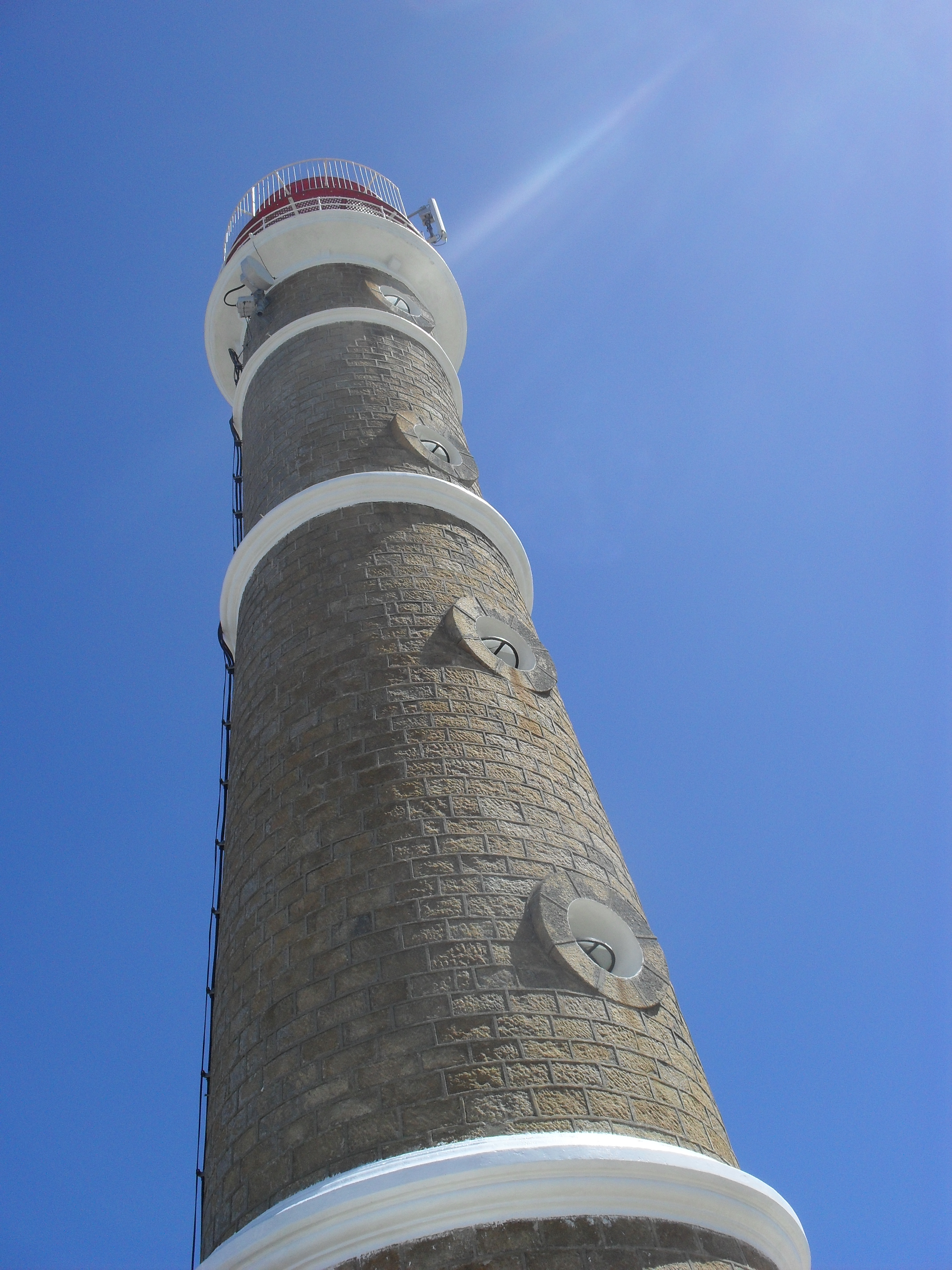
Faro de Cabo Polonio

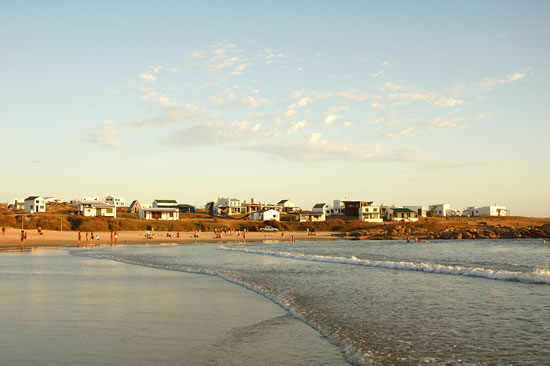
Playa Sur, Cabo Polonio

Al intentar dejar el estuario la división debió enfrentar un fuerte viento de proa y la Rosales comenzó a retrasarse visiblemente. En las primeras horas de la madrugada del 8 de julio los vientos provocaban ya olas de hasta 9 metros y después de varias horas las vibraciones hicieron que las planchas del casco se abrieran y la nave empezó a hacer agua.
A las 6 de la mañana el Almirante Brown perdió contacto con la Rosales: De Solier supuso que Funes con su pequeño buque se habría puesto a cubierto del temporal y enfilado hacia la costa, por lo que optó por continuar su marcha. Pero la Rosales intentó mantener rumbo resistiendo el temporal durante todo el día hasta que a las 8 de la noche el fondo tocó un escollo no señalado en las cartas de navegación.
Poco después, las olas que barrían violentamente la cubierta apagaron los fuegos de las calderas con lo que dejaron de funcionar las máquinas y de responder el timón. En la mañana del 9 de julio la situación era ya insostenible. La torpedera claramente se iba sumergiendo por proa aunque el cuerpo de oficiales y la marinería proseguían manualmente el desagote. A las 6 de esa tarde Funes convocó un consejo de oficiales que resolvió abandonar la nave.
Las dos lanchas de salvamento disponibles (con capacidad para 10 hombres y un patrón), el guingue del comandante (6 hombres y un patrón) y un chinchorro (4 hombres y un patrón) permitían salvar solo a 34 hombres, un poco más excediendo sus capacidades nominales, por lo que no alcanzaban para los aproximadamente 80 tripulantes. El comandante Funes ordenó entonces a su segundo Victorica improvisar una gran balsa con los elementos disponibles a bordo.
Una vez finalizada la construcción de la balsa bajo la dirección de Victorica y el contramaestre Lacroix, Funes ordenó distribuir agua y víveres en las embarcaciones y seguidamente arengó a sus hombres. La tripulación vivó a la patria y a su comandante y fueron ocupando sus puestos en las balsas, vigilados revólver en mano por Funes y Victorica, quienes no debieron intervenir ante la férrea disciplina de sus hombres.
Funes decidió embarcar en una de las lanchas con los 17 oficiales, Manuel Revelo (mozo a su servicio), el primer condestable Iglesias, el cabo de cañón Pérez, el foguista Heggie, el guardamáquinas Marcelino Vilavoy, el aprendiz González Casas y el foguista Pascual Battaglia.
En las embarcaciones de los tripulantes no embarcaba así ningún oficial para dirigirlas. Funes consideraba que solo Victorica y el teniente de navío Mohorade eran aptos para esa misión, pero el primero estaba con fiebre alta y al segundo un golpe contra la cubierta durante la tormenta le había abierto dos heridas en el rostro. Los restantes oficiales eran a su juicio demasiado jóvenes e inexpertos para comandar a los náufragos en esa situación, por lo que lo más prudente era entonces confiar el mando al contramaestre, los condestables y los oficiales de mar (suboficiales).
Funes aguardó hasta que el último tripulante embarcara, y tras recorrer el buque por última vez abordó la lancha, que se alejó del buque, el cual pocos minutos después, en la noche del 9 al 10 de julio de 1892, se hundió, a 200 millas al SE de Cabo Polonio.
La balsa construida a bordo era remolcada por la restante lancha, comandada por el contramaestre, hasta que un golpe de mar rompió el cabo y quedó a merced de las olas. Pronto, la lancha de los oficiales perdió de vista a las demás. Al amanecer del 10 de julio aunque se mantenían grandes olas, la tempestad había amainado, por lo que se arboló la lancha, se distribuyeron los víveres y se puso rumbo hacia la costa con viento favorable. 
En la mañana del 11 hicieron señales sin éxito a la corbeta estadounidense USS Bennington, a las 5 de la tarde divisaron tierra y, al anochecer, el faro de cabo Polonio. A las 19:30, ya con noche cerrada y sin luna, las olas impulsaron al bote contra los escollos y arrecifes de la Punta Diablo hasta que sus tripulantes perdieron el control y la embarcación volcó. El aprendiz González Casas, de solo 14 años de edad, murió al golpear la frente contra el borde de la lancha mientras que el alférez Miguel Giralt, el maquinista Luis Silvany y el foguista Heggie desaparecieron. El guardiamarina N. Gayer alcanzó a llegar a la costa pero cayó extenuado en las rocas y fue devorado por los lobos marinos.
De los 24 tripulantes de la lancha solo 19 habían sobrevivido y se reunían en la costa a una legua del faro de cabo Polonio. El alférez Julián Irizar caminó hasta el faro en busca de auxilio. El encargado, el siciliano Pedro Grupillo, reunió algunos cazadores de lobos y con un carro y varios caballos trajo en varios viajes a los náufragos excepto a Funes, quien prefirió caminar hasta el faro solo para caer agotado a la mitad del camino siendo entonces recogido por el encargado del faro. 
Al día siguiente se encontraron los cadáveres de González Casas y de Gayer.

### La reacción pública
El 12 de julio Funes envió desde la cercana población de Castillos un telegrama al ministro argentino en Montevideo, Enrique B. Moreno: "Comunico que el 9 naufragó a 200 millas al Este de cabo Polonio torpedera “Rosales” de mi mando. Oficialidad y tripulación trasbordaron a botes y balsas. Embarcación ocupada por mí, oficiales y maquinistas embicó costa Polonio salvándonos. No tengo noticias de las otras embarcaciones. Pido auxilios en su búsqueda urgente".
Eduardo Jones, director de Correos y Telégrafos del Uruguay, comunicó pocas horas después la noticia a su colega argentino Carlos Carlés, quien le dio traslado al Ministro de Relaciones Exteriores Estanislao Zeballos y este al presidente Pellegrini, quien se preparaba a asistir a una función del teatro Ópera.
En la mañana del día 13 el periódico La Prensa titulaba "La división naval. Temporal en Alta Mar. Dispersión de las Naves. Lucha de la Rosales con el mar. Naufragio de la misma. Probabilidades de lo ocurrido según opiniones de peritos. Medidas de salvación de oficiales y tripulantes. Náufragos a merced del océano. Impresiones de sentimiento. La marina se forma en los contrastes del mar. Suscripción popular espontánea para reponer la Rosales. Salida de la Espora en socorro de los náufragos".
La reacción de la población y de sus principales instituciones fue solidaria y patriótica. Ese mismo día Pellegrini firmó un decreto proponiendo una partida adicional de 50 mil libras esterlinas para la compra de un nuevo torpedero de alta mar e instruyó al embajador argentino en Londres Luis L. Domínguez para iniciar las gestiones con ese objetivo, mientras que varias entidades que nucleaban a los ciudadanos de mayor poder adquisitivo iniciaron colectas para apoyar la iniciativa del ejecutivo.
Sin embargo, desde el primer momento surgían dudas respecto de lo sucedido. La Prensa afirmaba que "(Funes) responderá de sus actos con arreglo a las ordenanzas y en la tremenda situación en que se encuentra luego de peregrinar tres días entre las olas en su guingue hasta tocar puerto de salvación. Solamente podemos desear que su conducta resulte del crisol a que será sometida, honrosa para él y para la marina en la desgracia en la cual quisiéramos también poder decir que no hay desdoro de caer vencido por el océano y por el huracán después de haber cumplido su deber. No pierden buques los arrieros porque no navegan.(...) La Rosales tenía cuatro botes en esta forma: el guingue del comandante, el chinchorro de pintar y dos lanchas grandes. Se deduce que el salvataje en tan horribles momentos ha sido operado con serenidad, tomando el guingue o bote insignificante para luchar con el mar, el jefe y oficialidad de guerra y de máquina, cediendo las lanchas a la tripulación. Como eran 70 hombres y es probable que embarcaran agua y víveres es claro que las lanchas no bastaban y de ahí la idea de última esperanza de atar maderos improvisando una balsa. El guingue del capitán ha tardado tres días en llegar a la costa oriental de Castillos".
Por su parte, el diario mitrista opositor La Nación planteaba los primeros cuestionamientos "Es objeto de conjeturas la circunstancia de haber llegado al Polonio el comandante y la oficialidad de la Rosales no explicándose cómo el capitán Funes ha dejado a las tripulantes a su sola acción sin distribuir entre ellos a los oficiales".
Tras el remolcador uruguayo Emperor, a bordo del cual viajaba el armador uruguayo Antonio Lussich quien dejó las primeras impresiones de los náufragos, arribó a Cabo Polonio el General Lavalleja que condujo a los sobrevivientes a Montevideo, donde fueron alojados en el Hotel Europa. La prensa uruguaya describía el arribo "Funes no tenía camisa, se cubría con un vasto redingote color almendra, un sombrero chambergo proporcionado por el farero y botines de género de verano. Mohorade vestía de oficial con la ropa de diario de a bordo, poco abrigada. Traía chambergo negro y la cabeza vendada. El resto venía con la cabeza descubierta y ropas livianas despedazadas. Los maquinistas y marineros, descalzos".
El 15 de julio el vapor de la carrera del Río de la Plata Saturno los trasladó a la ciudad de Buenos Aires, donde arribaron a las 7 de la mañana y fueron recibidos por parientes y notables de la época, entre ellos Roque Sáenz Peña, Dardo Rocha, Miguel Cané, Manuel Láinez y Marcelino Ugarte. 
Tras la recepción, fueron llevados detenidos e incomunicados hasta prestar declaración. Recién a las once de la noche le fue levantada la incomunicación a Funes, quien recibió a su amigo el capitán de navío Juan Cabassa. Según La Prensa, "El coronel Cabassa abrazó con cariño a Funes y ambos sintieron humedecerse sus ojos. – No me digas nada porque lo sé todo -le dijo Cabassa-. – Hemos salvado lo que habría salvado Ud. en el mismo caso -acotó Funes-, con viva emoción pudiendo apenas pronunciar la frase. – Lo sé -repuso Cabassa-, los conozco y cuando conocí la noticia de la desgracia: los muchachos han perdido bien el barco".
Esa noche todos fueron dejados en libertad, los últimos Funes y Mohorade.
Pronto la circunstancia de que solo se salvaran los oficiales y las relaciones de los sobrevivientes con las principales figuras del gobierno empezaron a generar suspicacias. El capitán Funes era pariente de Clara Funes de Roca, la esposa del presidente del Senado y expresidente de la Nación Julio Argentino Roca, el segundo comandante Jorge Victorica hijo del diputado Víctor Victorica y sobrino de Benjamín Victorica, y el oficial Florencio Donovan era hijo del jefe de policía.
Incluso un telegrama enviado al diputado Víctor Victorica desde la provincia de Entre Ríos por José María González, padre de González Casas, en el que le pedía noticias de su joven hijo fallecido, fue utilizado para afirmar que el aprendiz había podido embarcar con los oficiales gracias a ser un protegido del diputado.
El 17 de julio regresaron a puerto Victorica e Irizar en el Emperor después de buscar sin éxito restos de los náufragos. 
Algunos medios empezaron entonces a dudar de la versión de los sobrevivientes e incluso de la existencia de la balsa por lo que apenas llegó a Buenos Aires Victorica dio detalles de la construcción de la balsa: había utilizado dos tangones de 5 metros de largo y diez centímetros de espesor y dos perchas iguales, y sobre esa armadura había hecho colocar tablas de cedro y de pino y los enjaretados del buque.
El 18 de julio algunos medios de prensa echaron dudas sobre las circunstancias de la muerte del alférez Giralt y plantearon la posibilidad de que hubiera sido asesinado por oponerse al abandono de los tripulantes.
El 21 de julio La Prensa se hizo eco de la denuncia de la existencia de una roca en el rumbo del buque que no figuraba en las cartas de navegación y que confirmaría las razones de su pérdida.
El 28 de julio se realizó en la Catedral Metropolitana de Buenos Aires el funeral en memoria de las víctimas de la nave. Los sobrevivientes si bien estuvieron presentes fueron relegados y virtualmente ignorados por la prensa.

### El juicio
El primer fiscal designado a fines de julio para llevar adelante el juicio a los oficiales de la Rosales a los fines de determinar sus responsabilidades había sido el capitán de navío Pérez. Sin haber efectuado avance alguno en la causa, renunció el 17 de agosto aduciendo razones de salud. Ante el giro de la opinión pública, las autoridades designaron en su reemplazo a Jorge Hobson Lowry, quien tenía fama en las fuerzas armadas de eficacia y especial severidad.
Al día siguiente Lowry renunció a la comisión aduciendo también razones de salud, pero pronto corrió públicamente la versión de que lo había hecho por no recibir suficientes garantías de independencia en los alcances de la investigación, ante lo cual el 21 de agosto Lowry fue confirmado en su cargo.
Mientras tanto, se conocían en Buenos Aires las declaraciones formuladas por el almirante De Solier al diario El Imparcial de Madrid, plagadas de contradicciones con lo que se conocía ya del siniestro: "Fuera del Río de la Plata y en alta mar se desencadenó una violentísima tempestad como no he presenciado en mi vida. Las olas eran como inmensas montañas y la fuerza del huracán era tal que nos derribaba sobre cubierta. De pronto vi desaparecer al Rosales, que era un magnífico cazatorpedero de 800 toneladas. – ¿Había algún escollo? – Ninguno, y además la costa estaba distante. – ¿No pudo usted prestarle algún auxilio? – Era de todo punto imposible. ¿Cómo echar los botes al agua en medio de aquella deshecha y furiosa tempestad? – ¿Cuándo tuvo noticia exacta del naufragio? – A mi llegada a Bahía, donde recibí un telegrama anunciándome que de los ciento y pico de hombres que formaban la tripulación habían perecido setenta".
Lowry dispuso de inmediato diversas medidas procesales pero el fallecimiento del contraalmirante Bartolomé Leónidas Cordero, jefe del estado mayor de la marina, el 5 de septiembre de 1892, demoró su diligenciamiento.
El 11 de septiembre La Prensa se preguntaba porqué mientras Lowry "...promueve nuevas diligencias, el presidente de la República solicita que le lleven el expediente a su despacho para leerlo. Y entretanto, en los círculos navales se habla del asunto y los rumores que de allí parten trascienden en los corrillos sociales. Allí se mira con extrañeza la pesada marcha de la causa y se insinúa con reservas y precauciones que en el sumario hay declaraciones contradictorias sobre puntos capitales y sobre pormenores de importancia como indicios concurrentes al esclarecimiento de los hechos principales. Entre estos rumores corre el que no hay uniformidad en las declaraciones sobre la forma de la balsa, sobre su capacidad, sobre la manera de lanzarla al agua, sobre el número de hombres embarcados en ella.(...) Por el honor de la marina argentina y por el de los jefes y oficiales y demás salvados de la catástrofe, pedimos que la causa sea conducida con vigor y con la mayor actividad llevándola hasta el período del debate público, como lo es el plenario. Todos, sin excepción, estamos interesados patrióticamente en que el proceso se forme en regla y que la luz plena surja en todo su esplendor, sea iluminando inocentes, como lo deseamos y debemos esperarlo, sea señalando culpas u omisiones, si hubieran sido cometidas". 

#### El incidente Battaglia
El 13 de septiembre de 1892, La Nación publicó declaraciones formuladas en La Plata por el marinero italiano Antonio Batalla, quien afirmaba ser uno de los sobrevivientes del Rosales y contradecía el parte del capitán Funes y las declaraciones periodísticas de Victorica e Irizar.
Batalla afirmaba que la balsa no había existido y que antes de abandonar el buque, Funes ordenó al contramaestre encerrar a los tripulantes que carecían de botes en la bodega, lo que hizo acompañado por la oficialidad, revólver en mano. Una vez embarcados los oficiales y los escasos tripulantes elegidos para su lancha, se negaron a permitir abordar al contramaestre, quien insistió en ir en la misma lancha alegando el estado de enfermedad en que se encontraba hasta que fue muerto de un balazo por otro oficial. En ese momento Batalla intentó subir a la lancha de los oficiales y fue herido de un hachazo en la pierna, pero finalmente se lo conservó a bordo.
Afirmaba también que había llegado a ver como la otra lancha se desprendía del buque antes de hundirse. El resto de su declaración, hasta el momento de la llegada a Buenos Aires, coincidía con las reseñas periodísticas. Finalmente, afirmaba haber permanecido detenido hasta el 5 de agosto cuando fue destinado al monitor El Plata como foguista. 
Pero La Nación había cometido un grave y embarazoso error. En su edición del 14 de septiembre reconocía haber "sido inducidos a error al atribuir a Batalla a Battaglia, el que ha sido foguista de la Rosales, las referencias que publicamos ayer." aunque continuaba abonando la duda al afirmar que "El Battaglia verdadero fue aprehendido en esta ciudad y se halla detenido en la prefectura marítima, pero parece que durante el tiempo en que ha estado en libertad ha hecho a varias personas más o menos las mismas revelaciones que se han hecho públicas."
Mientras que el teniente de fragata Pedro Mohorade solicitaba al Estado Mayor de la Marina que se investigara de inmediato las manifestaciones atribuidas al foguista Battaglia, Jorge Victorica retó a duelo a Bartolomé Mitre Vedia, director de La Nación, nombrando padrinos a Valentín Virasoro y al coronel Mariano Espina. Mitre y Vedia nombró por su parte a José María Gutiérrez y Guillermo Udaondo. Finalmente los padrinos acudieron a un tribunal de honor integrado por Roque Sáenz Peña y Francisco Alcobendas, quienes juzgaron que no correspondía duelo alguno por no existir intención de injuriar. 
Battaglia, quien se hallaba efectivamente preso acusado de desertor tras ser encontrado en una cervecería donde trabajaba como cocinero, fue entrevistado por la prensa y tras justificar su deserción "para no morirme de hambre porque en la marina no me pagan el sueldo" se negó a ratificar las acusaciones publicadas en La Nación aunque cuando se le preguntó si había visto construir la balsa contestó "yo no la vi porque estaba abajo con las bombas" y confirmaba que se había salvado "arrojándome al mar y prendiéndome de un borde del bote".

#### Primeras diligencias
El 16 de septiembre una comisión médica constató las lesiones del teniente Mohorade, aquellas "dos heridas en el rostro" que habían movido a Funes a conservarlo en la lancha de oficiales. La conclusión del examen fue que las heridas "son todas de contusión y algunas de origen muy antiguo; en cuanto a algunas manchas que presentan en el cuerpo son causadas por una quemadura producida hace mucho tiempo inflamando pólvora: las heridas son nueve, todas leves". Lowry hizo declarar seguidamente al farmacéutico de a bordo, Tomás Salguero, quien confirmó que ni Mohorade ni Victorica estaban incapacitados y calificó las lesiones "de carácter sumamente leve".
Lowry agrega también al sumario un informe del inspector de máquinas Ruggeroni que manifiesta que el estado del casco y máquinas antes de partir la Rosales a Rosario era excelente.
El 24 de septiembre Funes envió un oficio al fiscal solicitándole que apresurara el expediente, que fue rechazado por Lowry por improcedente. No obstante uno de los motivos de la demora señalado por Funes era cierto: De Solier no respondía al exhorto enviado por Lowry.
La presión pública sobre los protagonistas del sumario se mantenía: el 25 de septiembre el periodista J. O. Manchado escribe en el Economista Argentino un artículo, "La honra nacional", en apoyo de la investigación en que afirma que "la honra nacional y nuestra marina de guerra no se verá en absoluto mancillada por decir la verdad sobre el hundimiento de la Rosales" y que "estamos seguros que será una cosa bien rara que en el naufragio de un buque de guerra se salven todos los oficiales, pereciendo la tropa". 
Por su parte, La Nación insistía en justificarse por la gaffe de septiembre afirmando que si bien Batalla, ahora conocido por su nombre verdadero Francisco Bataglia (quien se había fugado de su detención), no era el foguista pero sí era marinero y seguía "¿cuál es el Bataglia verdadero, el que está preso o el que fugó?"

#### Prisión
El 7 de octubre, tras un centenar de interrogatorios y cuando el expediente del juicio tenía ya 451 fojas, Lowry solicitó la prisión de Funes que se hizo efectiva esa misma tarde, siendo alojado en la corbeta La Argentina, buque del que había sido segundo oficial en 1885.
El 8 La Nación celebró el avance del sumario "a pesar de que al fiscal de la causa se lo obliga a perder tiempo nombrándolo miembro de todos los consejos de guerra que se forman". 
Ante la negativa a responder el exhorto por parte de De Solier, la instrucción del sumario se estancaba nuevamente. Mientras esperaba el regreso de Europa del comandante de la división, Lowry solicitó al gobierno uruguayo buscar los restos de los desaparecidos en los médanos del Cabo Polonio, apuntando a esclarecer las verdaderas circunstancias de la muerte del alférez Miguel Giralt y del maquinista Silvany, pero solo los restos del guardiamarina Heggie fueron encontrados internados en los médanos de arena.
El 11 de diciembre Funes presentó una recusación contra Lowry por "la enemistad que V. S. me ha manifestado, como podré probarlo" y por "no tomarme declaraciones e incomunicar a los testigos".
La recusación fue elevada por Lowry al Departamento de Marina, que se excusó y le dio traslado al nuevo Ministro del Interior Tomás S. De Anchorena, quien a su vez resolvió que no podía pronunciarse sin el dictamen del auditor de Marina Dr.Carranza, quien se encontraba de licencia en Europa.
La demora sería utilizada para intentar forzar el cierre del proceso. El Jefe del Estado Mayor de la Marina capitán Rafael Blanco solicitó al ministro Benjamín Victorica que emplazara al fiscal para terminar el sumario o entregar el expediente.
El 3 de enero de 1893 un decreto firmado por el presidente de la república Luis Sáenz Peña y Tomás S. De Anchorena nombró auditor especial en la causa al comodoro Clodomiro Urtubey, quien mantenía públicas diferencias con Lowry, pero Urtubey esquivó el nombramiento aduciendo razones de salud. 
Finalmente el 5 de enero arribó a Buenos Aires De Solier, pero Lowry aún debería esperar. El 11 renunció a su cargo de jefe de la escuadra naval de Europa habiendo finalizado su misión y se tomó un descanso. El 18 de enero entregó el parte de su viaje, donde menciona solo que la Rosales "fue perdido de vista el 8 de julio a las 6 a.m. (su foco eléctrico, y no se oyó más su silbato) sin que se percibiera ninguna señal, que de haberla visto la hubiera aprobado. A la tarde de ese día se desencadenó un furioso temporal. El 9 por la mañana empezaron a calmar el viento y el mar". 
No obstante lo escueto del parte era suficiente para complicar la situación de Funes: no solo no había solicitado auxilio, sino que para el momento de abandonar el buque (en la noche del 9) la tormenta ya había amainado.

#### El informe
Rechazada la recusación, Lowry prosiguió el sumario y en la mañana del 11 de marzo de 1893 entregó sus conclusiones al presidente de la nación solicitando el fusilamiento de Leopoldo Funes por la evacuación de la Rosales estando aún en condiciones de flotabilidad y por el abandono voluntario y premeditado de su tripulación.
Sobre el primer punto, Lowry sostenía que la Rosales no había sufrido ningún rumbo en el casco. Se basaba en las contradicciones de los sobrevivientes, pero principalmente en que consideraba que de haber sufrido averías el hundimiento hubiera sido más rápido. Según el fiscal el agua penetraba al buque solamente por la cubierta y al ser abandonado "aún faltaban llenarse de agua algo más de la quinta parte del volumen total de la capacidad del casco para que hubiera estado próximo a hundirse con seguridad".
Para estimar el avance de las aguas, utilizó las declaraciones del maquinista Picasso y del comisario Solernó que declaraban haber retirado ropas y víveres aún secos y la del condestable Iglesias que afirmaba que "estando ya embarcado en la segunda lancha hacía ya un cuarto de hora vio al comandante Funes recorrer todo el interior del buque". Lowry concluía "¿Cómo pudo el comandante Funes hacer esa recorrida por el interior del cuerpo del buque si hubiera estado inundado como declara el segundo comandante Victorica?" por lo que a su juicio resultaba demostrado "que habiendo quedado el cuerpo del casco de la torpedera con un pie y medio y hasta dos, fuera del agua, al abandonarlo, como así lo acreditan las declaraciones de algunos oficiales y en particular de los maquinistas, ese buque quedaba aún en condiciones admisibles de flotabilidad habiendo sido fácil su salvamento posterior amainando el viento y la mar como sucedía entonces, si se hubiera permanecido algo más de tiempo sobre o junto a él cumplimiento con la obligación impuesta a su comandante. Es mi convicción que la torpedera continúo a flote después de su abandono y llevada a la ronza por las corrientes del río de la Plata hacia el Este, mar afuera, fue alcanzada y envuelta por el segundo ciclón del 13 de julio que la encontró un mero casco boyante, pues no tenía personal que la gobernara no quizá medio hacerlo, y que siendo presa fácil de ella completó su pérdida llenando sus demás compartimientos aún estancos y echándola a pique". 
Respecto de la tripulación, Lowry aceptaba que el número total de tripulantes de la Rosales era 80 y no de los cien que mencionaba De Solier. Planteaba luego dudas de la efectiva realización de la junta de oficiales basándose en las contradicciones de las declaraciones respecto de la hora en que se realizó: 5 de la tarde (Funes), 6 de la tarde (Victorica), 4 de la tarde (tres oficiales), 3 de la tarde (alférez Tejera), 1 de la tarde (maquinista Vilavoy) y 4 de la mañana (alférez Goulú). Por añadidura, el marinero Revelo, mozo de cámara, afirmó "que no había visto que se hubiera tendido reunión o cosa parecida por el jefe y oficiales". 
Afirmaba también que la balsa nunca había sido construida, o al menos no había sido terminada y utilizada. Nuevamente señalaba las contradicciones entre los declarantes respecto de los materiales usados y sus dimensiones y que algunos sobrevivientes ni siquiera la habían visto.
Lowry agregaba que difícilmente en un buque pequeño, ya sin gobierno y azotado por olas de 6 a 7 metros de altura que barrían la cubierta se hubiese podido construir la balsa. Señalaba luego las contradicciones respecto de los embarcados: "24 hombres con el contramaestre Lacroix" (Funes), "12 hombres" (Donovan), "18 hombres" (González), 7 (Vilavoy), "sólo podía llevar 10 a 15" (Picasso)  y "sólo podía resistir el peso de 10 hombres" (marinero Revelo). 
Incluso cuestionaba la elección de la lancha de salvataje utilizada por los oficiales: consideraba que Funes había elegido adrede la de estribor que se encontraba a sotavento, a salvo del viento y de las olas, dejando la de babor para los tripulantes. 

##### Los últimos momentos de laRosales
Según el informe del fiscal, Funes hizo que todos los oficiales se armaran y se enviaran las restantes a la lancha de estribor donde el alférez de navío Irizar, los maquinistas Bárbara y Vilavoy, el condestables Iglesias y el cabo Pérez debían permanecer con revólveres al cinto, tras lo que reunió en el sollado a la tripulación y los arengó. Si bien Funes afirmaría que obtuvo "vivas a la patria, demás vocerío y algarabía", Victorica señalaba en su declaración que "había marinería materialmente anonada por el miedo", Gaudín que "el temor de la tripulación era que el buque sumergiera a cada momento bajo sus pies", Salguero que "cuando tuvo lugar esa arenga el alférez Donovan y otros oficiales hacían el aparato de proseguir el achique para sostener el ánimo y el espíritu de la marinería para que no creyeran que el buque iba a pique, que comprendieron fue necesario ocultarles a todo trance para evitar el pánico".
Lowry concluía que "reinaba gran confusión en todo a bordo". También estaba comprobado "que durante el temporal se les suministró bebida con frecuencia y cuyas porciones fueron creciendo hasta llegar a raciones extraordinarias repetidas en los momentos de producirse el abandono de la torpedera".
Según su versión de los hechos, ordenada la evacuación de la nave la disciplina también se fue por la borda y los marineros se lanzaron sobre el guingue, el chinchorro y la lancha de babor que al ser arriada hacia el mar fue volcada por una ola lanzando a sus ocupantes al mar. 
El resto de los tripulantes se lanzaron entonces sobre el chinchorro y el guingue que estaban ya ocupados haciéndolos naufragar. Algunos marineros sobrevivientes volvieron al buque y trataron de asaltar la lancha de los oficiales encabezados por el foguista Pascual Bataglia quien se arrojó sobre la lancha en momentos en que era descendida y por intervención del comisario Solernó conservado a bordo. 
Los demás marineros quisieron seguir a Bataglia pero fueron rechazados. Tanto Barbará, Goulú y Gaudín coinciden en esos sucesos e incluso Funes reconoce un incidente (aunque lo reduce al marinero Víctor Montes) y Victorica acepta haber rechazado al citado Montes y admite que no fue éste "el único marinero que de intento o por equivocación se esforzó por embarcarse en el bote reservado para el embarque exclusivo del comandante y la oficialidad". 
Basándose fundamentalmente en la palabra del jefe de máquinas Picasso y en contradicciones respecto del número de los tripulantes embarcados, Lowry afirmaba que entre 15 y 20 marineros habían permanecido bajo cubierta ajenos a los sucesos, mareados y probablemente ebrios, en su mayoría reclutas cordobeses sin experiencia marinera que hacían su primer viaje en el Rosales. Si bien no se hacía eco de algunos medios de prensa que afirmaban que habían sido encerrados, sí acusaba a Funes de no haber hecho nada para salvarlos.
Finalmente, "en cuanto al alférez de fragata Miguel Giralt y al maquinista Luis Silvany que formaban el complemento de la dotación de oficiales de dicha caza torpedera, no me ha sido posible descubrir la suerte que en verdad les haya cabido en el desastre (...) Respecto al alférez Giralt, particularmente, son tan contradictorias las exposiciones efectuadas envolviendo ellas su persona en tan completa y misteriosa desaparición que predisponen el ánimo a abrigar la sospecha de que se oculta algún acto criminal, sin poder precisar, sin embargo, a quién o a quiénes deba culparse de ello."
Según algunas declaraciones, Giralt habría manifestado su oposición a abandonar a los tripulantes y subido a la lancha obedeciendo una orden directa de Funes. Tras el vuelco en Cabo Polonio, las declaraciones eran contradictorias y algunos afirmaban que había conseguido llegar a tierra: "El condestable Iglesias en su primera declaración dijo “no haber visto más a Giralt” y en su segunda expone que Giralt salió con vida a la costa conjuntamente con el maquinista Vilavoy, el foguista Bataglia y él (...) asegurando haberlo dejado por fin sobre un médano de arena con juncos donde habían descansado los cuatro unos diez minutos siguiendo después Iglesias con Vilavoy y Bataglia en dirección al faro", el mismo médano donde el exhausto Funes se refugiaría poco después hasta ser rescatado.

##### Penas solicitadas
Lowry cerraba así su presentación contra Funes "En virtud de las pruebas que resultan de las actuaciones concluyo por hallar culpable al capitán Funes de la pérdida, por mala navegación e impericia, del buque a su mando, con más la causa agravante de haberla abandonado estando aún a flote en condiciones de que pudieran conducir a su posterior salvataje; por haber hecho abandono de su tripulación, puesto que al separarse del buque de su mando aún quedaba la mayor parte de los marineros en el empeño de embarcarse en los restantes botes que no eran suficientes para efectuar el salvataje de todos ellos, que eran -tales botes- inferiores en capacidad y resistencia al que tomó Funes para poner a salvo su persona y oficiales, cuando era su deber haber sido la última persona que tenía que abandonar el buque a su comando, delito que el Código Militar de la Armada de Francia castiga con la pena de muerte. Habiendo efectuado ese desamparo con premeditación, astucia, abuso de autoridad y confianza en ocasión de calamidad de naufragio y el haber efectuado el abandono de noche, circunstancias todas agravantes ante los mismos términos de las leyes militares que nos rigen como así también de encubrir las verdaderas causas de la desaparición del alférez Giralt y del maquinista Luis Silvany. Por todo lo cual concluyo porque el dicho capitán de fragata Leopoldo Funes ex comandante de la ex cazatorpedera “Rosales” sea condenado a sufrir la pena de muerte señalada en la última parte del capítulo VIII de las ordenanzas militares de 1774 contra el oficial que fuera convicto de haber desamparado con notoria malicia a la tropa confiada a su cuidado". 
Para el segundo de Funes, Victorica, pedía diez años de prisión por haber dado como construida la balsa, haber declarado que la Rosales chocó con una roca que le abrió un rumbo y haber sostenido que la totalidad de la tripulación se había embarcado en botes de salvamento.
Para Pedro Mohorade solicitaba también diez años de prisión por haberse fingido enfermo para evitar comandar uno de los botes destinado a los tripulantes. 
Para los restantes sobrevivientes solicitaba seis años de prisión, si bien reconociendo la contribución de Goulú, Gaudín, Picasso, Barbará, Álvarez, Solernó, Salguero y Bataglia a su investigación.

#### La defensa

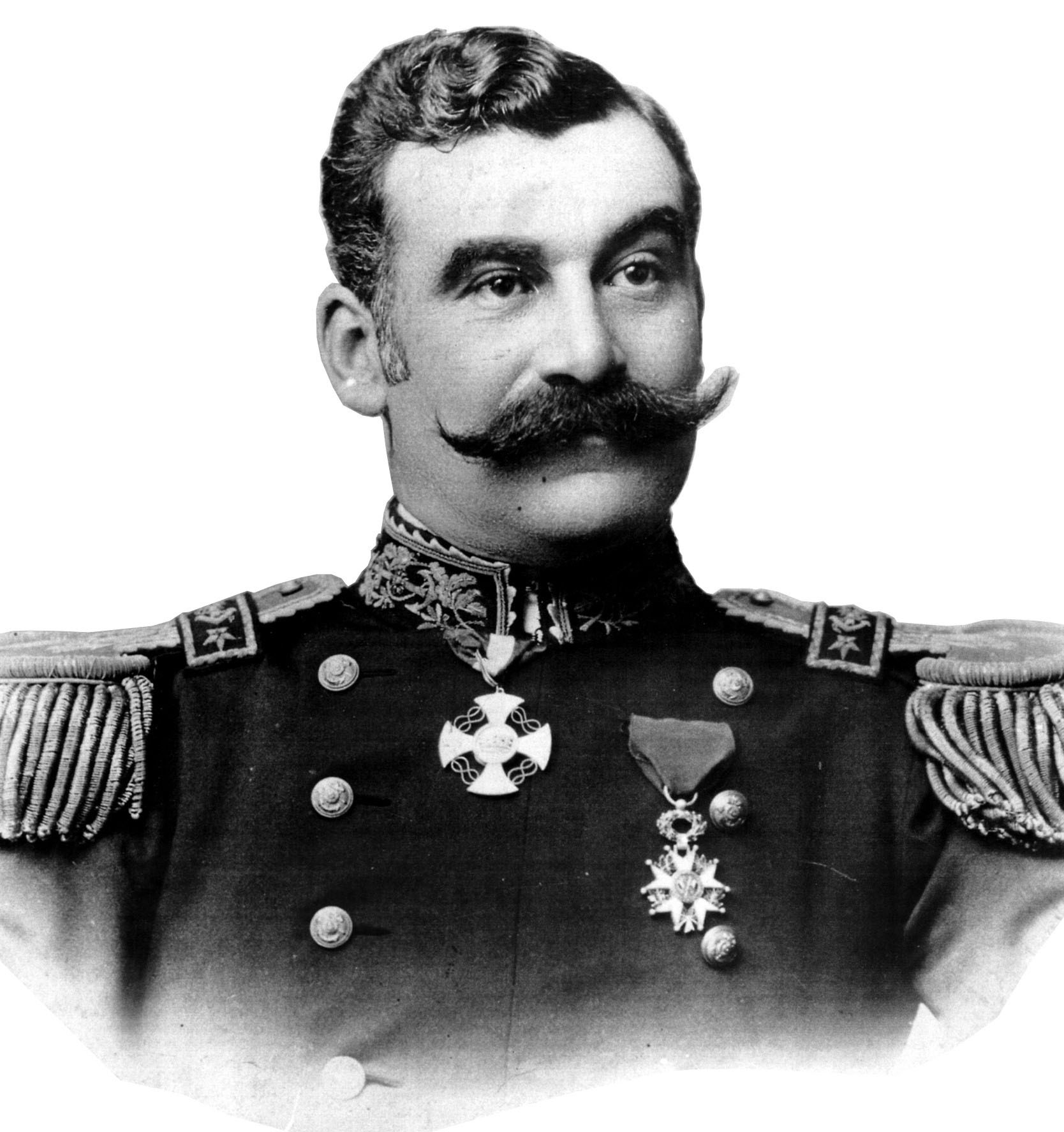
Manuel José García-Mansilla

Uno de los defensores, el capitán de fragata Manuel José García Mansilla, extenderá de hecho su defensa a todos los imputados. Su estrategia consistirá en apelar al patriotismo y a la solidaridad con el drama de los sobrevivientes, a restar importancia a las contradicciones señaladas por Lowry calificándolas de "pequeñas discrepancias" achacándolas a las difíciles circunstancias vividas durante "la terrible agonía del pequeño barco atravesado a una mar espantosa en una noche de tinieblas y de horror", y a descalificar al fiscal de quien dirá que "sólo una imaginación enfermiza ha podido encontrar delitos o faltas en las constancias del proceso". 
La pérdida de la nave era para García Mansilla efecto del temporal: "El temporal del 9 de julio de 1892 que causó la pérdida de la Rosales ha sido uno de los más fuertes que ha tenido ocasión de soportar nuestra marina. El señor fiscal Lowry se esfuerza en investigar por qué se perdió la Rosales, si fue por rumbo, o si entró el agua por los tambuchos y tapas de carbonera. Que sea por una causa o por otra, o por las dos, la causa verdadera es que el temporal era tremendo y el barco pequeño. ¡Cuántos hermosos buques, más grandes y más fuertes que la Rosales han salido a la mar para no volver jamás, desapareciendo para siempre y con la agravante circunstancial de no volver ninguno de sus tripulantes! La Rosales se perdió por la violencia extraordinaria e inaudita del huracán. El barco se perdió en buena ley".
García Mansilla reducía también el número de tripulantes efectivamente embarcados a 75, comprobando que 5 de la lista de Lowry habían permanecido en tierra por enfermedad o deserción.
Respecto de las dudas planteadas acerca de la muerte del alférez Giralt, García Mansilla se niega indignado a considerarla siquiera:"semejante acusación es totalmente inmotivada y nada hay en el proceso no digo que la justifique sino que le sirva de pretexto (...) El consejo resolverá, yo como defensor rechazo con indignación, sin discutirla, acusación tan absurda".
Finalmente, García Mansilla descalifica a Lowry para juzgar el comportamiento del comandante de la Rosales en esas circunstancias afirmando que "lo quisiera ver al señor fiscal Lowry en una situación parecida como le tocó al comandante Funes" y cierra su alegato indicando que "cuando no hay plena prueba, corresponde absolución".
Por su parte, el defensor de Funes, alférez de navío Mariano F. Beascochea, se esforzó no ya en demostrar la falsedad de los cargos sino la evidente falta de certeza en las pruebas. También atacó personalmente al fiscal Lowry hasta el punto que finalizado el juicio Beascochea sería condenado a tres meses de arresto en un pontón militar por lo que se calificó de "irrespetuosa vehemencia en la defensa".
La causa de la fiscalía se basaba primordialmente en las contradicciones de los declarantes, pero eso obraba también decisivamente a favor de la defensa. Por añadidura, el otro fiscal del plenario capitán de fragata Beccar, pidió la absolución de los acusados y se sumó a las críticas a Lowry calificando sus acusaciones de "infames y bochornosas". Finalmente, el consejo de guerra absolvió a los acusados por falta de pruebas. 

#### Consecuencias

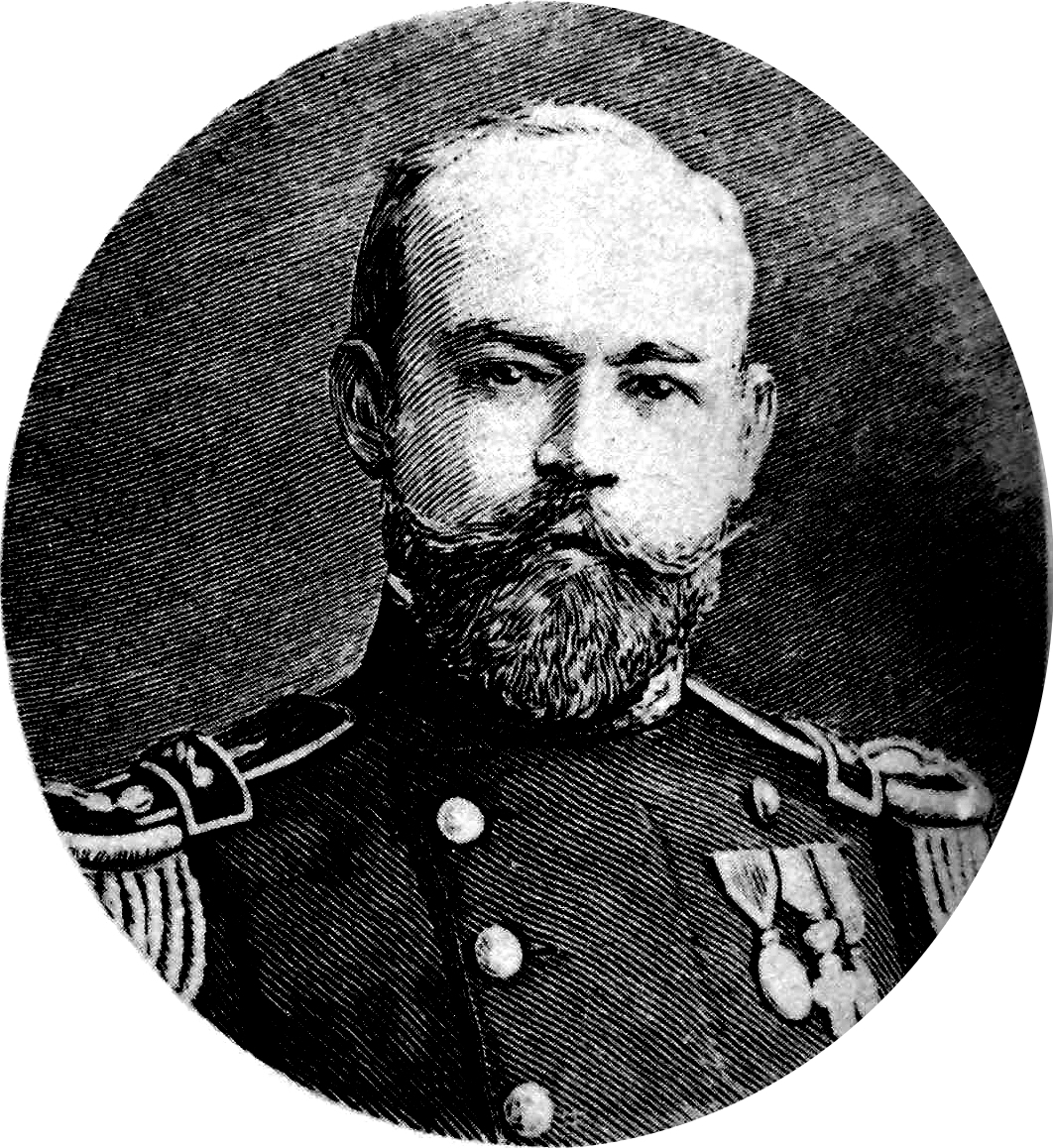
Julián Irizar

En la Marina, las circunstancias del naufragio de la Rosales se dieron por cosa juzgada y se cerró todo debate o investigación sobre la tragedia. 
La suerte de los oficiales sobrevivientes fue dispar, pero casi sin excepción ninguno destacó en la fuerza.
Pedro Mohorade pidió la baja inmediatamente finalizado el juicio y se dedicó a la abogacía. La carrera de Funes quedó trunca: no volvió a comandar buques ni pasó del grado de capitán de fragata, siguiendo una carrera administrativa en la Armada hasta su retiro en 1905, con solo 46 años de edad. Victorica, Jorge Goulú y Carlos González llegaron a capitán de navío mientras que Florencio Donovan y León Gaudín alcanzaron solo el grado de capitán de fragata. 
La excepción sería Julián Irizar, quien tuvo una brillante carrera y pasaría a la historia por el rescate de la expedición Nordenskjöld en la Antártida en 1903.
En cuanto al almirante Daniel De Solier, también protagonista de la tragedia, continuó su destacada carrera y el mismo año de la sentencia asumió el mando de la escuadra logrando la rendición del monitor sublevado Los Andes y asumió la jefatura del Estado Mayor General de Marina.
Ese mismo año se recuperó la artillería del buque náufrago que fue conducida a Buenos Aires en el transporte Ushuaia y entregada a la guarda del Museo Histórico Nacional.
Los fondos reunidos por el público contribuyeron más tarde a la adquisición del crucero liviano Patria.
En 1984 se filmó La Rosales, ópera prima de David Lipszyc protagonizada por Héctor Alterio, Ricardo Darín, Oscar Martínez, Ulises Dumont, Alicia Bruzzo y Soledad Silveyra.